# Dhegiha
Las lenguas dhegiha son un grupo de lenguas siux que incluyen las lenguas Kansa–Osage, Omaha–Ponca y Quapaw. 
Su región histórica comprende partes de los valles de los ríos Ohio y Misisipi, las Grandes Llanuras y el sudeste de Norteamérica.
En 2012 se realizó un encuentro de hablantes de lenguas dhegiha, con vistas a compartir buenas prácticas en la revitalización de sus idiomas.